# Со Маунг
Со Маунг (бірм. စောမောင်, 1928–1997) — бірманський військовик, прем'єр-міністр М'янми (1988–1992).